# Ortopedie

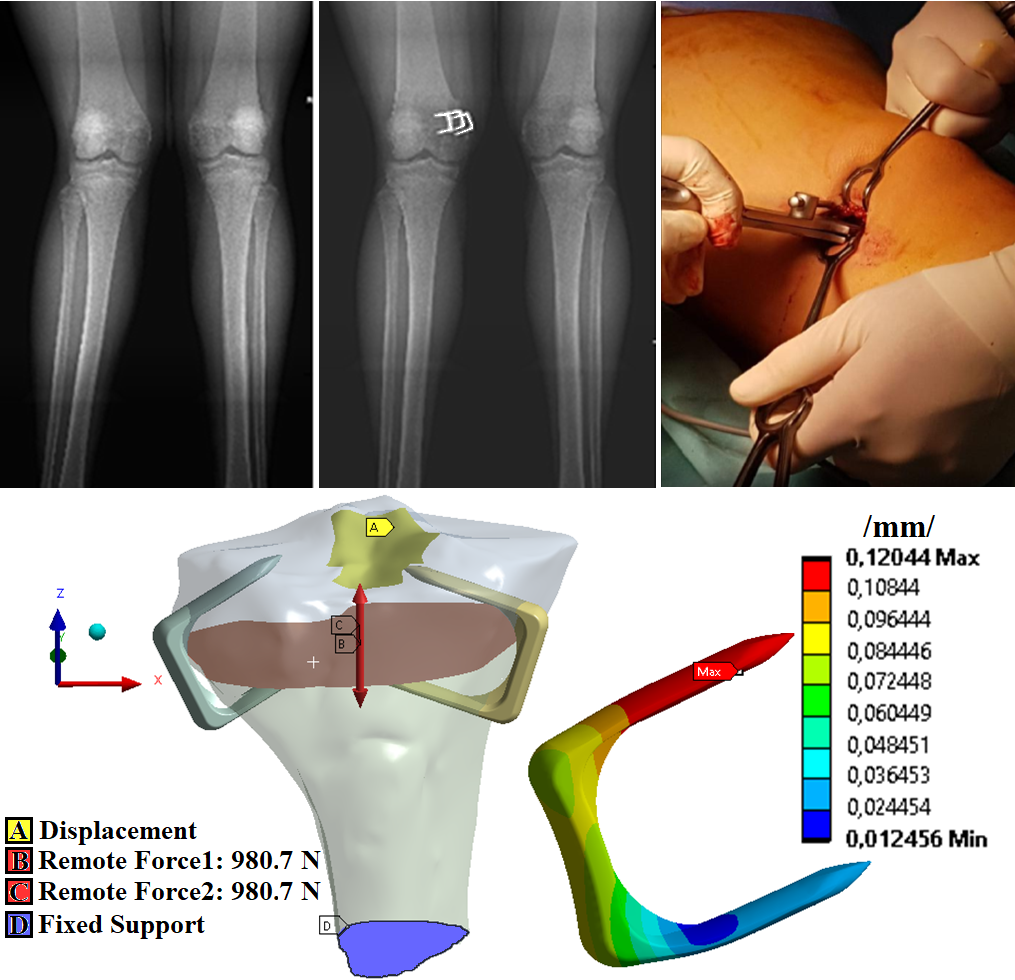
Epifýzeodeze kolenních kloubů (Blountova metoda) sloužící k zástavě růstu fixací růstové ploténky kovovými svorkami (skobičkami) a která se užívá k vyrovnání nestejného růstu délky končetin. RTG snímek, ortopedický výkon a biomechanika (Metoda konečných prvků, deformace skobiček)

Ortopedie, z řeckého ὀρϑός (orthos, přímý) a παιδεύειν (paideuein, vychovávat; paidion, dítě), je základní chirurgický lékařský obor. Zabývá se především prevencí, léčbou a rehabilitací poruch a onemocnění podpůrného a pohybového aparátu. Ortopedie se zabývá i léčbou zranění pohybového aparátu.

## Vzdělávání v ortopedii

### Vzdělávání v Česku
Atestace Předatestační příprava lékaře v oboru ortopedie probíhá podle vyhlášky č. 185/2009 Sb. Po absolvování chirurgického kmene se lékař věnuje přípravě ve vlastním oboru po dobu nejméně 60 měsíců. Z toho musí být školenec nejméně 57 měsíců přítomen na pracovištích ortopedie včetně jednoho měsíce na spondylochirurgii, 2 měsíce na onkologické ortopedii a 2 měsíce na dětské ortopedii. Další absolvovat nejméně po jednom měsíci na oddělení plastické chirurgie, cévní chirurgie a neurochirurgie.
Absolvent specializačního vzdělávání v oboru ortopedie je oprávněn k samostatné ambulantní práci v běžné diagnostice i terapii, na oddělení je oprávněn k běžné činnosti pod metodickým vedením primáře oddělení. Atestace z ortopedie opravňuje i ke konziliární činnosti.

## Další informace
Problémy ortopedie jsou také významným vědeckým tématem biomechaniky.